# Christine Dacremont
Christine Dacremont (ur. 7 kwietnia 1944 roku) – francuska zawodniczka startująca w wyścigach samochodowych i rajdach samochodowych.

## Kariera
Dacremont rozpoczęła karierę w międzynarodowych wyścigach samochodowych w 1975 roku od startu w klasie S 2.0 24-godzinnego wyścigu Le Mans, gdzie odniosła zwycięstwo. Rok później była druga w klasie GTP.